# Antonio Betancort
Antonio Betancort Barrera (Las Palmas de Gran Canaria, 13 de marzo de 1937 - ibídem, 15 de marzo de 2015) fue un futbolista español. Jugó en la posición de portero y debutó en la Unión Deportiva Las Palmas.

## Biografía
De origen lanzaroteño, destacó en el fútbol regional de Gran Canaria incorporándose al Unión Atlético, filial de la Unión Deportiva Las Palmas. Su debut en el primer equipo, de la mano de Satur Grech tuvo lugar en el Estadio Insular, en Las Palmas de Gran Canaria, frente al Español un 3 de febrero de 1957, partido que terminó con empate a dos. En sus primeras temporadas, estuvo relegado a ser el portero suplente, pues tenía al gran cancerbero Pepín, que le cerraba el paso a su titularidad. Tuvo que esperar al traspaso del gran meta español al Real Betis Balompié para conseguir ser titular del representativo canario en la temporada 60-61 en Segunda División.
Su seguridad bajo el marco y la buena campaña realizada, además de las necesidades económicas del club canario, hicieron que fuera traspasado al Real Madrid en 1961. Es en el equipo blanco donde obtiene los mayores logros de su carrera deportiva. La primera temporada con el Real Madrid la pasó casi sin jugar partidos oficiales, ya que aparte de su juventud, tenía grandes guardametas internacionales como el argentino Rogelio Domínguez o José Vicente Train que le cerraban el paso. Por ello no le importó ser cedido al Deportivo de La Coruña y esperar su oportunidad en el entonces pentacampeón de Europa y campeón Intercontinental. 
Regresa al Real Madrid en la temporada 63-64, jugando tan sólo un partido de Liga. En la temporada siguiente da el salto para defender el marco madridista, desplazando al portero internacional vasco Araquistain del puesto de titular. En esta temporada es alineado en 24 partidos de Liga, 4 de Copa y 5 de Copa de Europa, competición en la que debuta el 23 de septiembre de 1964 frente al equipo Odense BK danés. 
Sus sobrias características bajo el marco iban acompañadas de una gran seguridad y grandes reflejos, cualidades que su entrenador, entonces, Miguel Muñoz, valoró para mantenerle como titular en las temporadas siguientes. En la temporada 65-66 se proclama Campeón de Europa con el llamado equipo yeyé de los Amancio Amaro, Velázquez, Ramón Grosso, De Felipe, Sanchís, Paco Gento... , teniendo la mala suerte de no poder participar en la final frente al Partizan de Belgrado al haberse lesionado en un épico partido de semifinales frente al Inter de Milán, en el que figuraban grandes estrellas como Luis Suárez, Peiró, Corso, Mazzola,... entrenado por Helenio Herrera. Jugó Betancort lesionado casi todo el partido, pues en aquellos años no se podía cambiar ni tan siquiera el portero en la Copa de Europa. A pesar de ello mantuvo su marco a cero y la victoria madridista sirvió para pasar a la final, que proporcionó el sexto título continental a los blancos. 
Con el Real Madrid consigue ganar 6 campeonatos de Liga, dos de ellas, 67-68 y 68-69, en enconadas disputas con la U. D. Las Palmas, ante quien Betancort siempre realizaba grandes actuaciones. Su brillante trayectoria le hicieron obtener el trofeo Zamora al portero menos goleado en la Liga en los años 65 y 67, siendo en éste batido únicamente 15 veces, lo que significa un récord en la historia de la liga española, dato que comparte con el portero del Barcelona, Pesudo, que obtuvo el mismo promedio en 1966. 
Betancort jugó en la Selección de España en dos ocasiones, aunque estuvo seleccionado en muchas más, pero también aquí le pasó lo mismo que en la U.D.Las Palmas, pues tenía como titular a uno de los mejores porteros españoles de todos los tiempos: José Ángel Iríbar. Sus dos actuaciones internacionales fueron frente a Éire en partidos clasificatorios para el Mundial de 1966 celebrado en Inglaterra. Su debut fue en Sevilla el 27 de octubre de 1965 con triunfo hispano por 4-1. Volvió a jugar en el partido de desempate frente a los irlandeses en el Parque de los Príncipes de París, con victoria por 1-0, con la que España pasaba a la fase final mundialista, a la que acudió entre los 22 convocados por José Villalonga, pero no tuvo la suerte de actuar. 
Permaneció en el Real Madrid hasta la temporada 70-71, donde otros porteros más jóvenes, como Junquera o García Remón, le relegaron a la suplencia, a pesar de mantener sus grandes actitudes. Dejó Betancort en España el recuerdo de partidos memorables, tanto en las competiciones nacionales como en las europeas, en las que actuó en más de 20 partidos, algunos de ellos de grato recuerdo por ser frente a rivales como Inter, Milan, Benfica, Manchester United, Rapid de Viena, etc. 
En su estancia en Madrid, coincidió en sus primeras temporadas con otra leyenda amarilla: Rafael Batista, Felo, con quien ya había jugado como amarillo y con el que también llegó a alinearse en partidos de la Copa de Europa. 
En la temporada 1971-72 se incorpora de nuevo a la U. D. Las Palmas, donde aporta seguridad y veteranía en la meta y cubre el vacío que habían dejado los porteros vascos Oregui y Ulacia. Permanece dos temporadas hasta su retirada en 1973, jugando su último partido frente al Athletic Club en San Mamés el 25 de febrero de 1973. No terminó este encuentro por lesión y fue sustituido por Cervantes. Su compañero de selección Iríbar, y el público bilbaíno le tributaron una calurosa ovación como despedida. Con la U. D. Las Palmas jugó 69 partidos de Liga, 8 de Copa y 2 de Copa de la UEFA en las dos etapas en que figuró en sus filas. 
Abandonado el fútbol activo se incorporó al cuadro técnico de los amarillos como hombre de confianza de distintas directivas y entrenadores en misiones importantes como observador de jugadores y de equipos rivales. Fue responsable de fichajes en los años setenta y ochenta, donde también estuvo como delegado de campo. Tras dejar la UD Las Palmas se establece definitivamente en la capital grancanaria retirado del fútbol. El 15 de marzo de 2015, con 78 años recién cumplidos y tras una larga enfermedad, falleció en dicha ciudad.

## Participaciones en Copas del Mundo
Participó con la Selección española, en dos actuaciones internacionales que fueron frente a Eire en partidos clasificatorios para el Mundial de 1966 celebrado en Inglaterra. Su debut fue en Sevilla el 27 de octubre de 1965 con triunfo hispano por 4-1. 
Participó en el campeonato del mundo de fútbol de Inglaterra 1966.

## Clubes
- Unión Deportiva Las Palmas - (España) 1956 - 1961
- Real Madrid CF - (España) 1961 - 1962
- R. C. Deportivo de La Coruña - (España) 1962 - 1963
- Real Madrid CF - (España) 1963 - 1971
- Unión Deportiva Las Palmas - (España) 1971 - 1973

## Carrera internacional
| Selección | Temporada | Partidos | Goles encajados |
| --------- | --------- | -------- | --------------- |
| España    | 1965–66   | 2        | 1               |
| España    | Total     | 2        | 1               |

## Títulos

### Campeonatos de España
- 6 Campeonatos de Liga con el Real Madrid CF: 1961-62, 1963-64, 1964-65, 1966-67, 1967-68, 1968-69
- 2 Copas del Generalísimo con el Real Madrid CF: 1961-62 y 1969-70

### Campeonatos internacionales
- 1 Copa de Europa con el Real Madrid CF: 1965-66

### Títulos personales
- Ganador del Trofeo Zamora al portero menos goleado en la Liga en las temporadas 1964-65 y 1966-67
- Récord de la liga española (compartido con José Manuel Pesudo, FC Barcelona) al portero menos goleado en una sola temporada: 15 goles.